# Sankt Erikspalatset

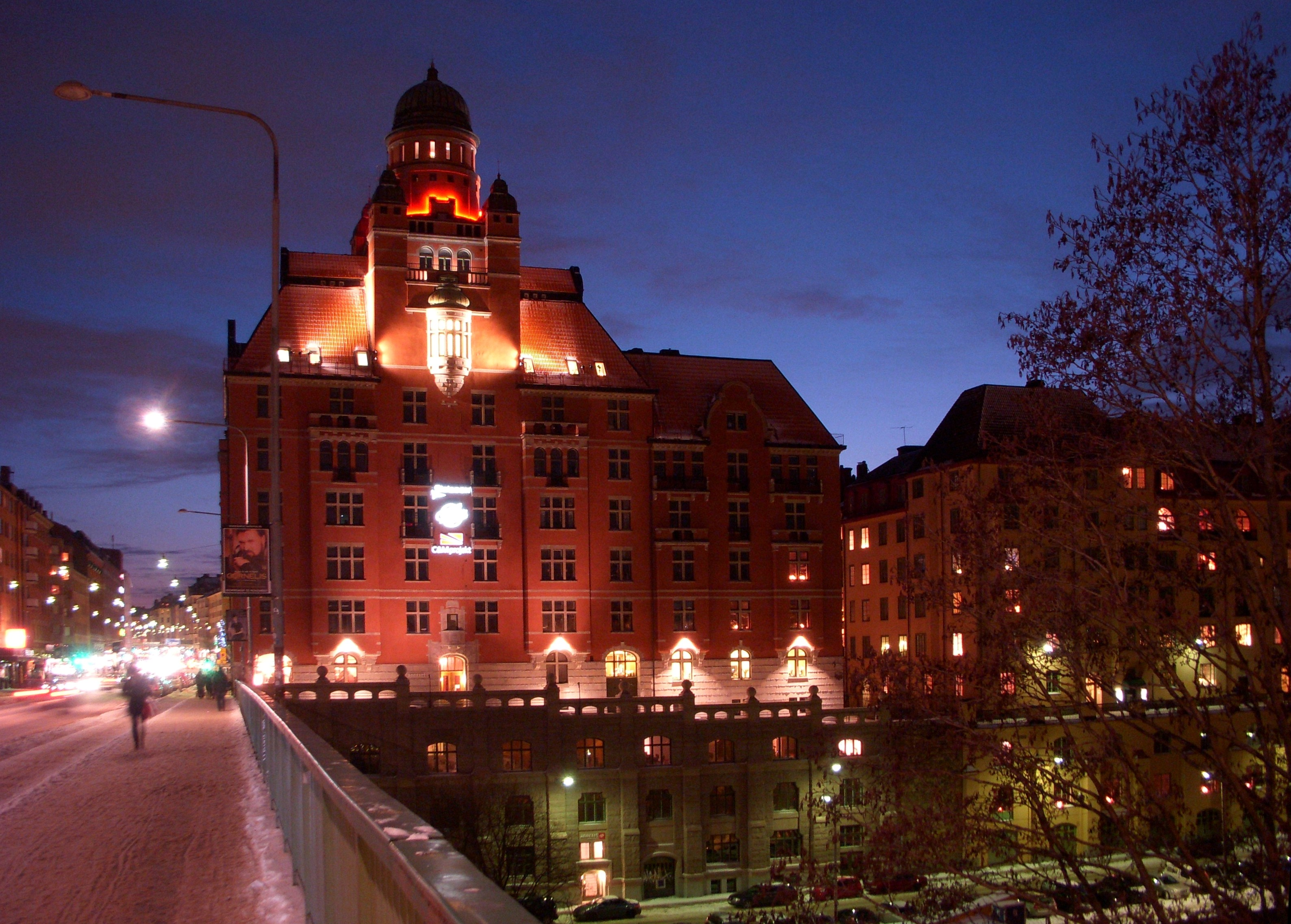
Sankt Erikspalatset i kvällsljus 2010.

Sankt Erikspalatset är en portalbyggnad beläget vid Sankt Eriksbrons sydvästra sida på Kungsholmen i Stockholms innerstad med adress Sankt Eriksgatan 63. Sin pendang har Sankt Erikspalatset i Sportpalatset på andra sidan av Sankt Eriksgatan. Byggnaden är blåklassad av Stadsmuseet i Stockholm, vilket innebär att bebyggelsen har "synnerligen höga kulturhistoriska värden" motsvarande fordringarna för byggnadsminnen.

## Historik

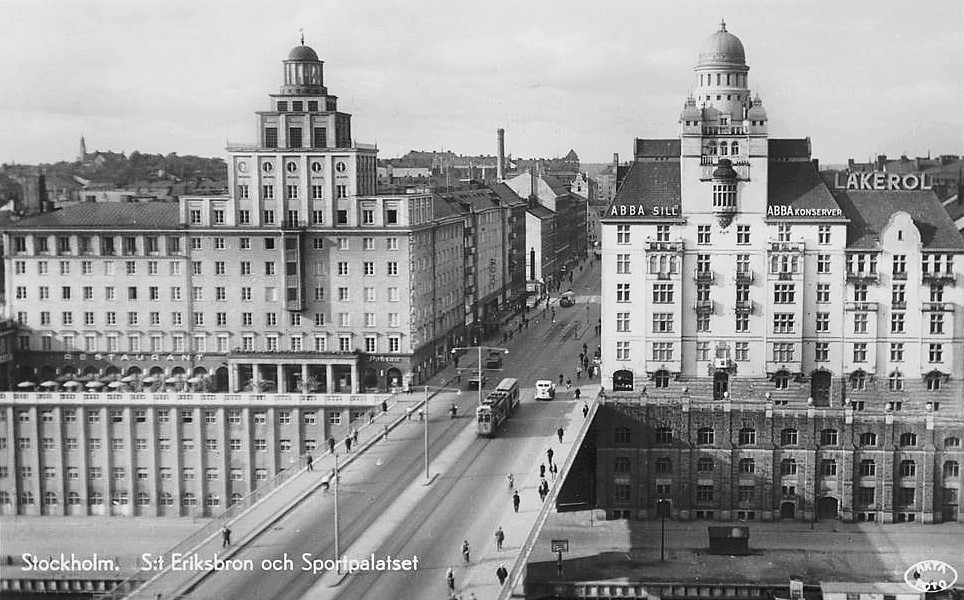
Sportpalatset (t.v.) och S:t Erikspalatset 1941.

S:t Erikspalatset uppfördes åren 1907 till 1910. Byggnaden är 58 meter hög och var mellan 1909 och 1924 Sveriges högsta husbyggnad. Arkitektfirman Dorph & Höög (Victor Dorph och Anders Höög) signerade ritningarna men deras blivande kompanjon Gunnar Morssing stod för formgivningen.. Bygget hade föregåtts av ett förslag till om utformningen av Kungsholmskvarteren på brons respektive sidor, vilket gemensamt framlagts av arkitektfirmorna Dorph & Höög och Hagström & Ekman. Byggherre till S:t Erikspalatset var fabrikören Gustaf Larsson. Den kalkylerade byggsumman uppgick till 1,4 miljoner kronor, men kom att överskridas med 200.000 kronor. Till ytterligare förtret för byggherren stod byggnaden på senhösten 1910 nästan obebodd och det talades om försäljning på exekutiv auktion. 
Tornet påminner lite om tidiga amerikanska skyskrapor, men i grunden är huset ritat i en blandning av nationalromantik och jugend som var relativt typisk för det tidiga 1900-talet. Fasaden är putsad och avfärgad i roströd kulör samt smyckad med horisontella band och andra dekorationer av kalksten med detaljer i jugend. Gathusets fasader har burspråk och balkonger; byggnaden var avsedd i huvudsak för bostäder, men också kontor.
Byggnaden under gatuplanet var avsedd för industriella ändamål. Fasaden mot Kungsholms strand är rustikalt utförd i grovhuggen granit med en stenbalustrad i överkanten. Den planerade pendangen av Hagström & Ekman på andra sidan bron blev aldrig uppförd. Istället dröjde det ända till 1929-1930 innan Sportpalatset restes vid S:t Eriksgatan 58-60 enligt arkitekt Jean Sigfrid Adrians ritningar.

## Bilder

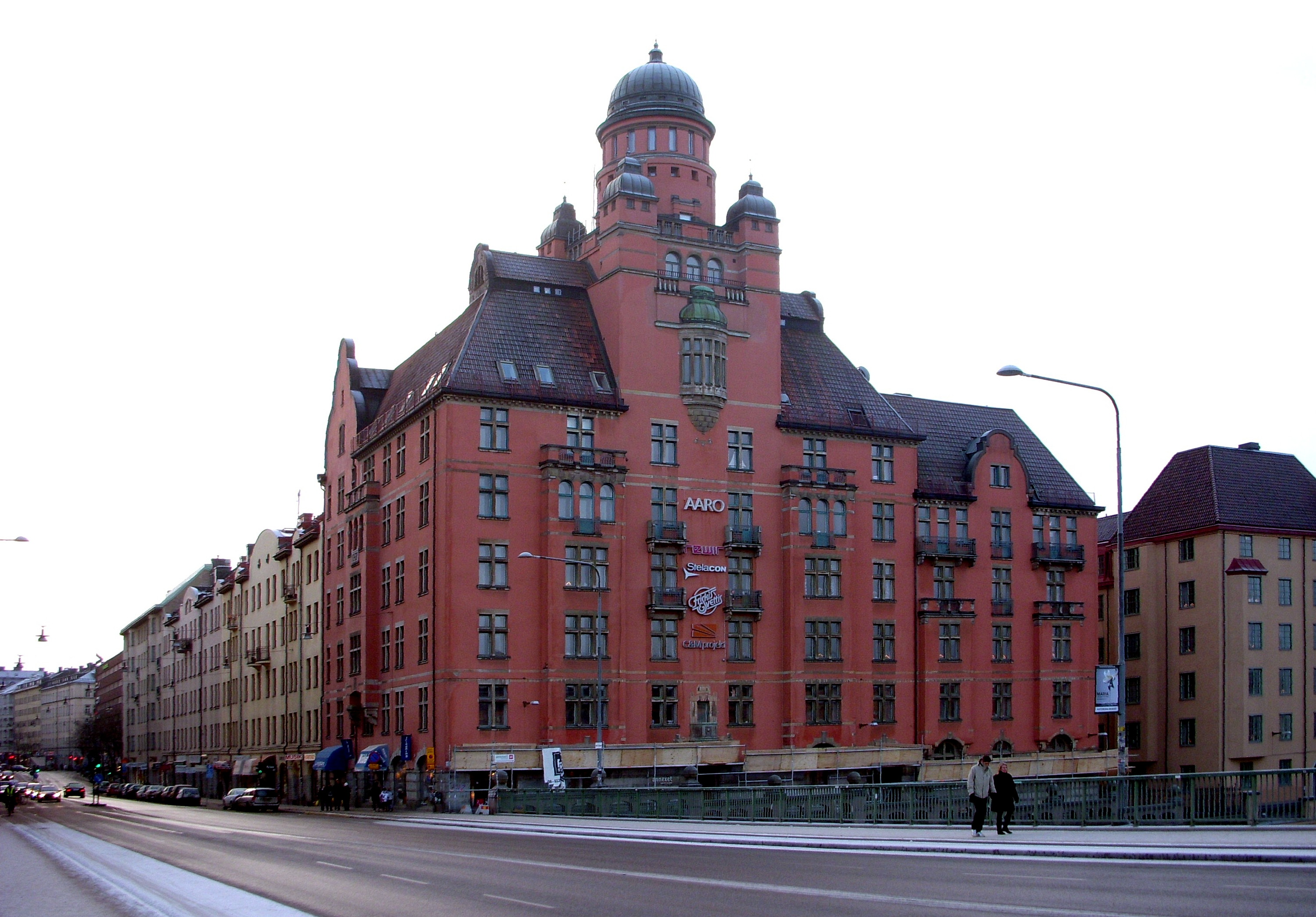
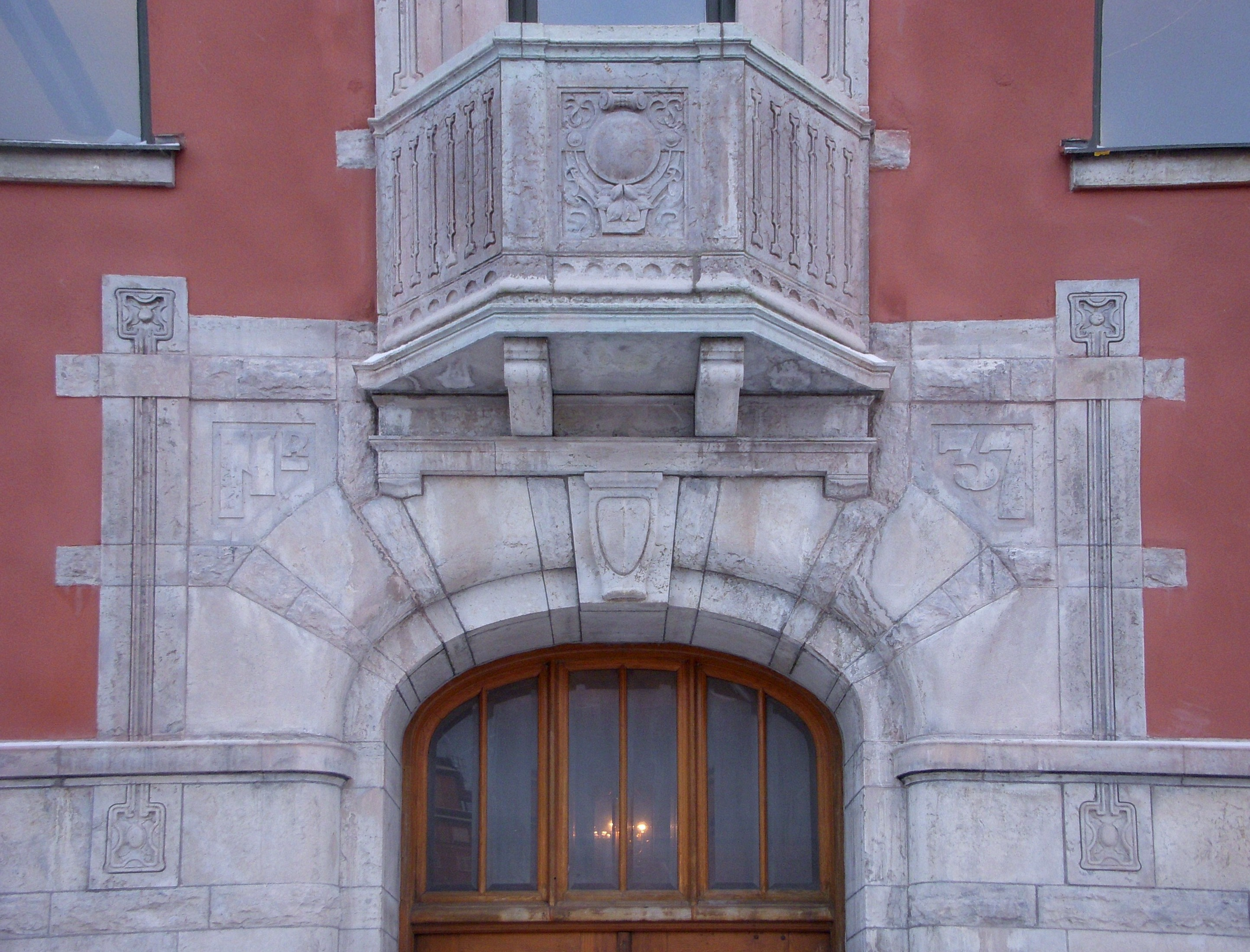
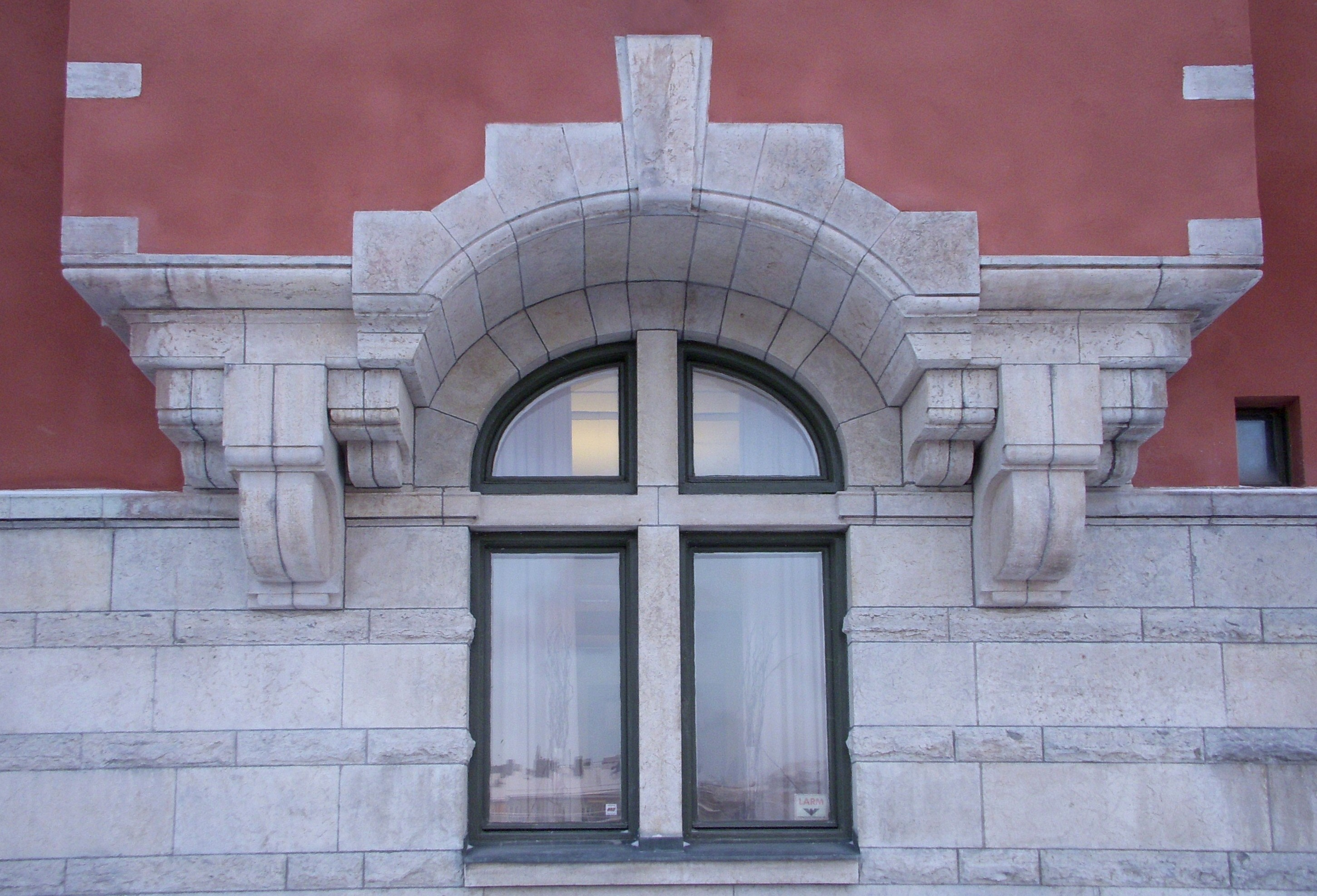
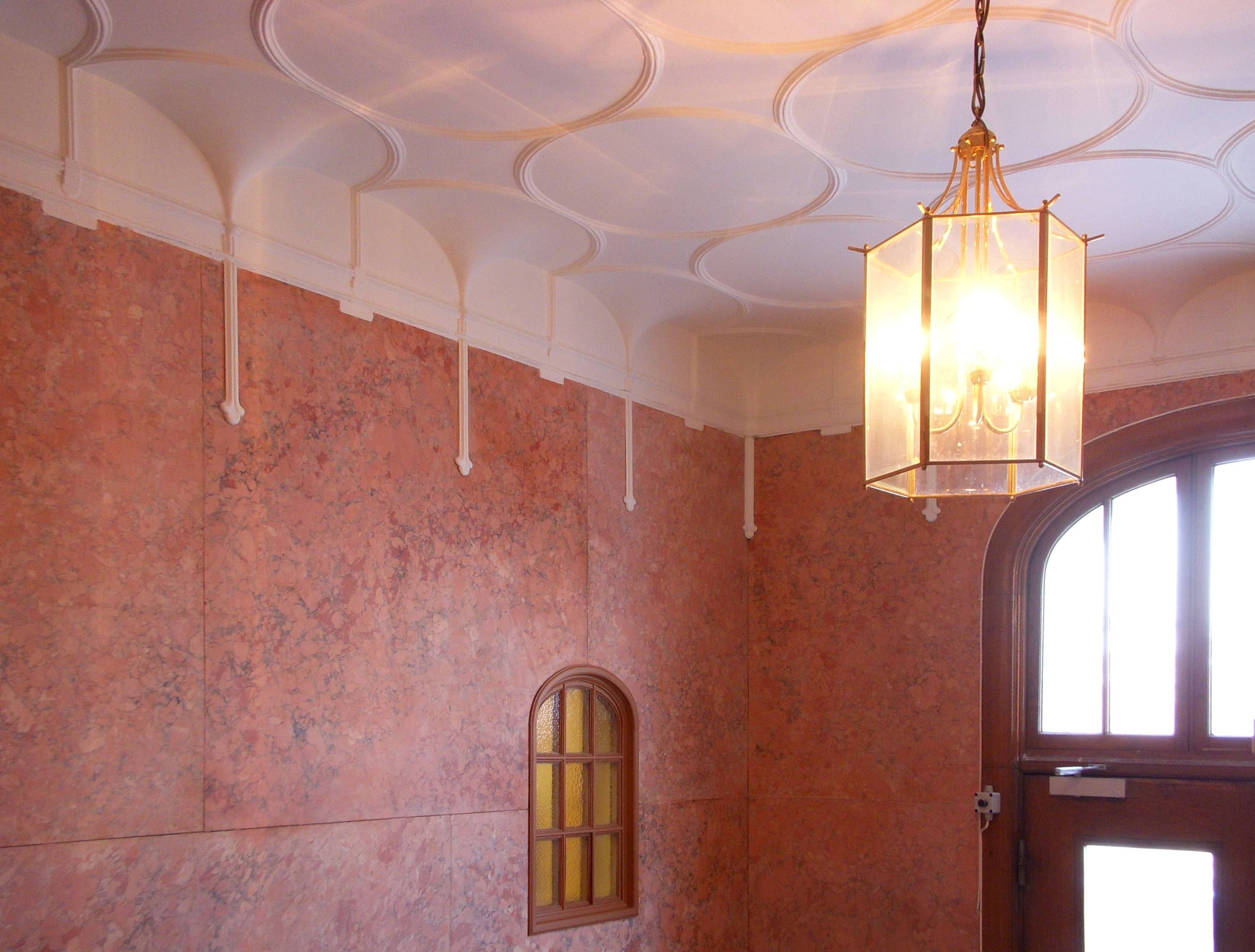

## Se även

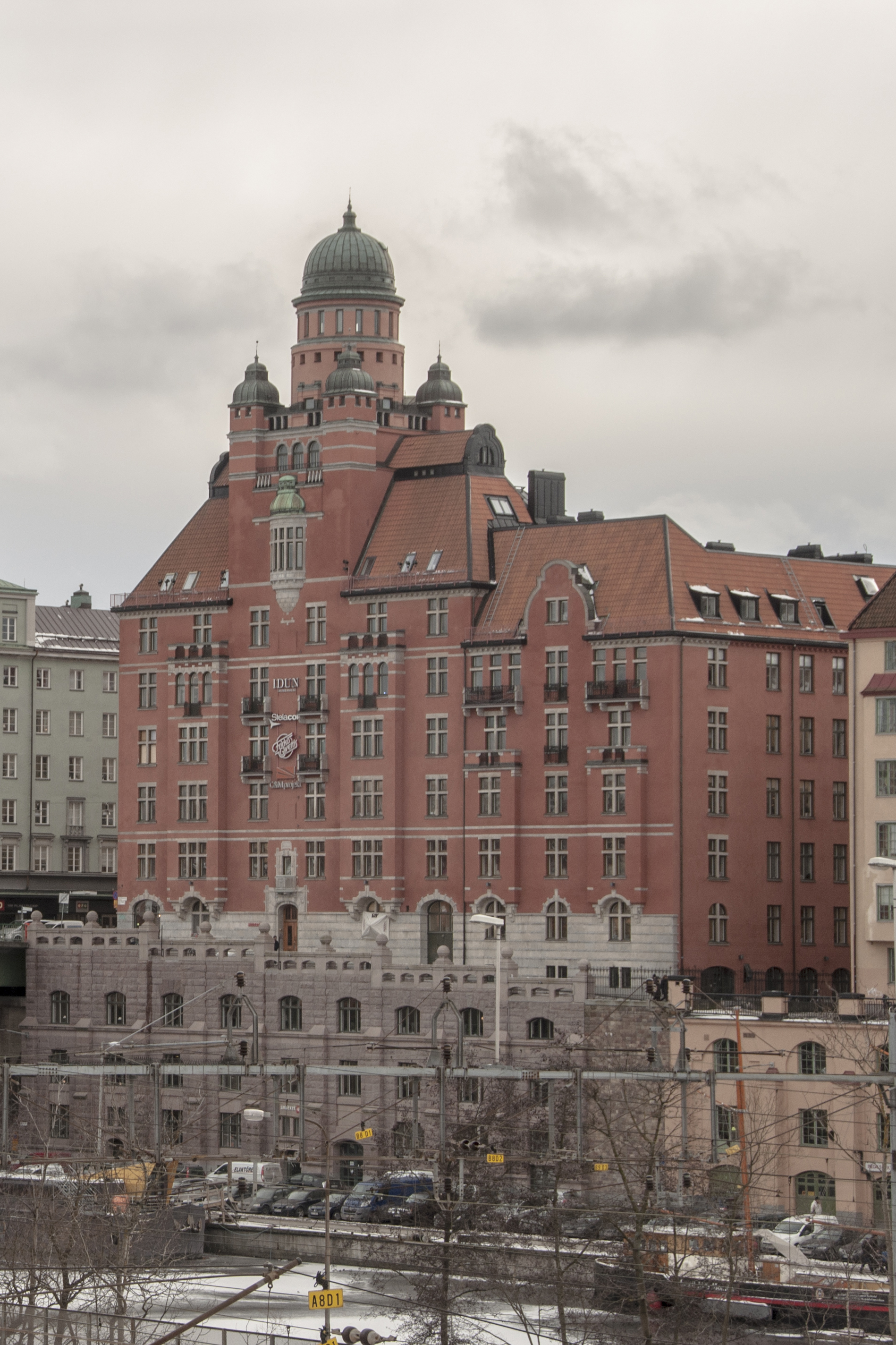
Byggnaden utmed Kungsholms strand